# Spermacoce santacruciana
Spermacoce santacruciana är en måreväxtart som först beskrevs av Nélida María Bacigalupo och Elsa Leonor Cabral, och fick sitt nu gällande namn av Ined.. Spermacoce santacruciana ingår i släktet Spermacoce och familjen måreväxter.
Artens utbredningsområde är Bolivia. Inga underarter finns listade i Catalogue of Life.